# Bryggeriet Ravnsborg
Bryggeriet Ravnsborg var grundlagt i 1867 i Ryesgade 27 af bryggerne F.C. Madsen og J. Vestberg. I 1891 indgik det i konstruktionen De forenede Bryggerier. Det nedlagdes i 1893 og solgtes i 1900. 